# Мічигантаун (Індіана)
Мічигантаун (англ. Michigantown) — місто (англ. town) в США, в окрузі Клінтон штату Індіана. Населення — 441 особа (2020).

## Географія
Мічигантаун розташований за координатами 40°19′41″ пн. ш. 86°23′30″ зх. д. / 40.32806° пн. ш. 86.39167° зх. д. (40.327956, -86.391602).  За даними Бюро перепису населення США в 2010 році місто мало площу 0,68 км², уся площа — суходіл.

## Демографія
Згідно з переписом 2010 року, у місті мешкало 467 осіб у 183 домогосподарствах у складі 134 родин. Густота населення становила 682 особи/км².  Було 205 помешкань (299/км²).
Расовий склад населення:
| - 97,9 % — білих - 0,4 % — чорних або афроамериканців - 0,4 % — азіатів |

До двох чи більше рас належало 0,9 %. Частка іспаномовних становила 2,6 % від усіх жителів.
За віковим діапазоном населення розподілялося таким чином: 27,0 % — особи молодші 18 років, 59,3 % — особи у віці 18—64 років, 13,7 % — особи у віці 65 років та старші. Медіана віку мешканця становила 34,1 року. На 100 осіб жіночої статі у місті припадало 92,2 чоловіків;  на 100 жінок у віці від 18 років та старших — 88,4 чоловіків також старших 18 років.
Середній дохід на одне домашнє господарство  становив 56 583 долари США (медіана — 50 833), а середній дохід на одну сім'ю — 61 455 доларів (медіана — 60 000). За межею бідності перебувало 5,3 % осіб, у тому числі 6,6 % дітей у віці до 18 років та 0,0 % осіб у віці 65 років та старших.
Цивільне працевлаштоване населення становило 186 осіб. Основні галузі зайнятості: виробництво — 29,0 %, освіта, охорона здоров'я та соціальна допомога — 20,4 %, будівництво — 8,6 %, роздрібна торгівля — 6,5 %.